# NGC 4677
NGC 4677 ist eine Linsenförmige Galaxie vom Hubble-Typ SB0-a im Sternbild Zentaur und etwa 131 Millionen Lichtjahre von der Erde entfernt.
Sie wurde am 8. Juni 1834 von John Herschel mit einem 18-Zoll-Spiegelteleskop entdeckt, der sie mit „eF, lE, vgbM“ beschrieb.